# Задирко Геннадій Олександрович
Зади́рко Генна́дій Олекса́ндрович (13 вересня 1967, с. Леніне Кримської області) — народний депутат України 6-го скликання, обраний за списком «Блок Юлії Тимошенко» (з 11.2007), член Комітету з питань транспорту і зв'язку (12.2007-09.2010).
Народився 13 вересня 1967, с. Леніне Кримської області.
Освіта: вища, закінчив Миколаївський державний педагогічний інститут, історичний факультет (1991).
Член партії «Народна влада», заступник голови партії
1992—1994 — журналіст редакції інформації телекомпанії «Тоніс».
1994—2005 — співзасновник і директор телекомпанії «НІС-ТБ».
03.1998 — кандидат в народні депутати України, виборчий округ№ 127, Миколаїв. обл. З'яв. 58.2 %, за 11.6 %, 3 місце з 24 прет. На час виборів: директор телекомпанії «НІС-ТБ», член ПРП.
04.2002 — кандидат в народні депутати України, виборчий округ№ 128, Миколаїв. обл., самовисування. За 12.40 %, 3 з 14 прет. На час виборів: директор телекомпанії «НИС — ТВ», б/п.
03.2006 кандидат в народні депутати України від СПУ, № 51 в списку. На час виборів: помічник-консультант народного депутата України Гармаш Г. Ф., член СПУ.
У 2007 році — помічник-консультант народного депутата України Вінського Й. В.
Народний депутат України 6-го скликання з 11.2007 від Блоку Ю. Тимошенко, № 111 в списку. На час виборів: помічник-консультант народного депутата України, член ВО «Батьківщина».
8 жовтня 2009 року Геннадій Задирко разом з Володимиром Каплієнко і Ігорем Рибаковим були виключені з лав фракції БЮТ. 2 березня 2010 року Фракція БЮТ скасувала своє рішення про виключення народних депутатів України Геннадія Задирка і Володимира Каплієнка з лав фракції. Проте наступного дня вони голосували за відставку уряду Юлії Тимошенко.
21 вересня 2010 року Геннадій Задирко в числі інших 27 депутатів був повторно виключений з фракції БЮТ.
Член депутатської групи «Реформи заради майбутнього» у Верховній Раді України.